# Thomas Gobert (compositor)
Thomas Gobert   (Picardia, segle XVII - París, 26 de setembre de 1672) actiu en particular com a mestre ajudant de la capella del rei sota Lluís XIV, i canonge de la Sainte-Chapelle. D'aquest músic se'n conserven un cert nombre de documents, però molt poques obres.

## Biografia

### Família
Era fill de Guillaume Gobert i de Claude Sadel. Va esdevenir capellà de la diòcesi de París en un moment no identificat, però abans de novembre de 1647. Durant la seva carrera parisenca, hi ha alguns registres familiars sobre ell: va ser testimoni a les noces de Robert Gobert, probablement parent, el 5 d'octubre de 1643 i padrí d'un nen el 26 d'octubre de 1660, ambdues vegades a Saint-Germain -l'Auxerrois, parròquia de la cort. Sabem que tenia un nebot Michel Gobert, com ell capellà a la Sainte-Chapelle.

## Primeres feines
Les "Memòries de Dongois" indiquen que era un escolà a l'altar a "Sainte-Chapelle"", però no hi ha cap registre que ho confirmi. El seu primer lloc identificat va ser el de mestre de capella a Péronne a Picardia. Va ser nomenat canonge de Saint-Quentin a partir de l'any 1630. Aquesta cita tan primerenca és, sens dubte, una indicació d'una celebritat creixent, fins i tot del desig del capítol de Saint-Quentin de no deixar-lo anar (ni tornar) a París.
Llavors Gantez ens diu: "A partir d'aquí va fer un bon salt a Monsieur le Cardinal, i un millor al rei, ja que és mestre de la seva capella, que va guanyar el premi." No tenim rastre d'aquesta visita a la casa de Richelieu.

## A la capella del rei
Per al seu lloc a la capella del rei, n'hi ha més. El 1638, Gobert va succeir a Nicolas Formé com a mestre adjunt de la capella del rei, al semestre de gener. L'altre semestre el proporciona Eustache Picot, després Jean Veillot, i finalment Henry Du Mont.
El 1664, després de la mort de Jean Veillot, els dos semestres es van transformar en quatre parts (quarts). A partir d'aquest moment, Gobert es va fer càrrec del trimestre de gener, i els altres sub-maîtres eren Pierre Robert, Gabriel Expilly i Du Mont. El seu salari ascendeix a 1600 lt. Va deixar aquest càrrec en una data no determinada, abans del 1668.
Els registres diuen que també va ser el compositor de la cambra del rei, amb sous de 600 t, el semestre de gener, des del 1664 fins a la seva mort el 1672, alternant-se amb Lully. Tanmateix, l'Estat de 1672 el cita com a compositor a la capella el 1672, i mai a la cambra. En qui hem de creure? La seva baixa producció en música secular suggereix que en realitat va ser un compositor per a la capella.

## A la Sainte-Chapelle
Juntament amb la seva carrera a la capella del rei, Gobert va obtenir diversos llocs a la Sainte-Chapelle. El 24 de novembre de 1646, va prendre la capella perpètua de Saint-Blaise a la baixa Sainte-Chapelle, i la va mantenir fins al 7 d'octubre de 1651, quan va passar a Ferran de Florència.
Entre gener i abril de 1647, demanà dues vegades que es posés "al llibre del punt" (és a dir poder cantar al faristol mentre rebia els emoluments adjunts a aquesta funció), tot i que demanava que fos exempta. Cantar al faristol sota la direcció d'Artus Aux-Cousteaux, ja que tenia a la capella del rei un despatx d'un rang superior que aquest, que li és atorgat. El 26 de setembre de 1651, va rebre la prebenda del cànon del rei a Sainte-Chapelle.

## Altres oficis
Tres actes del llibre central de minuts del 3 de juny de 1641 mostren que també era un cànon de la catedral de Saint-Vincent a Saint-Malo.

Va morir el 26 de setembre de 1672 i va ser enterrat el 28 de setembre.

## Correspondència
Va ser entre el maig de 1646 i el juliol de 1647 quan es va produir una interessant correspondència entre Thomas Gobert i Constantijn Huygens, que consta de 9 cartes conservades a l'Haia i Leiden. Es desprèn essencialment que Gobert intervé com a intermediari entre Huygens i Robert III Ballard per a la publicació de la seva Pathodia sacra et profana occupati (1647). Rep i corregeix els documents abans que es publiquin, intervé en la correcció de les proves. Es va fer ressò del desig de Huygens, Ballard de substituir els baixos de tabulatura per baixos continus (cosa que es farà). També intercanvia altres composicions amb Huygens, i tots dos es demanen que es corregeixin les seves falles. També està en contacte amb Luigi Rossi (envia a Huygens alguns aires italians de Rossi) i amb el pare Marin Mersenne. Diu en una de les seves cartes que el servei a la capella del rei li deixa poc temps per compondre peces seculars.

## Obres
Malgrat la poca música que es guarda d'ell, Gobert sembla que va ser un compositor en l'avantguarda de la seva època: va introduir un baix continu en el seu Elevations, va escriure motets amb un gran cor (nova forma), va modernitzar el Melodies Aux-Cousteaux per als salms d'Antoine Godeau ornamentant-les...